# Willi Foerster
Willi Foerster (* 27. September 1892 in Rothenburg ob der Tauber; † 13. März 1965 ebenda) war ein deutscher Maler.

## Leben
Foerster stammt aus einfachen Verhältnissen und erhielt nach seiner Schulzeit Zeichenunterricht bei Arthur Wasse. Er besuchte Fachschulen für Malerei und Photographie in München. Von 1908 bis 1910 war er Schüler von Otto Ludwig Naegele an der Lehr- und Versuchsanstalt für Photographie, Chemiegraphie, Lichtdruck und Gravüre. Ab 1919 hatte er sein eigenes Atelier am Plönlein und schuf Radierungen, Holzschnitte, Drucke, später Aquarelle und Ölgemälde.
Er war aktives Mitglied im Privatmusikkreis, Organisator von Konzerten, Opern- und Operetten-aufführungen.
Foerster war 1923 neben Peter Philippi und Wilhelm Schacht Mitbegründer des Rothenburger Künstlerbundes.
Nach dem Zweiten Weltkrieg war er als Denkmalpfleger aktiv, wurde Vorsitzender des Rothenburger Künstlerbundes und Mitglied im Verein Alt-Rothenburg.
Für seine Tätigkeiten erhielt er das Bundesverdienstkreuz und die Bürgermedaille der Stadt Rothenburg.
Nach Willi Foerster ist in Rothenburg ob der Tauber ein schmaler Park außerhalb der Stadtmauer zwischen Rödertor und Ruckesserturm benannt – die Willi-Foerster-Anlage.